# Hugo-díjas regények
A Hugo-díjas és a díjra jelölt regények listája.
A Hugo-díjat 1953-ban osztották ki először, 1955 óta pedig minden évben odaítélésre kerül. 1957-ben ebben a kategóriában nem volt szavazás.

## Győztesek és jelöltek
| Év   | Győztes | Jelöltek |
| ---- | --- | --- |
| 2020 | A Memory Called Empire, írta Arkady Martine                                                                                                   | - Middlegame, írta Seanan McGuire - Gideon the Ninth (Gideon, a Kilencedik), írta Tamsyn Muir - The Light Brigade, írta Kameron Hurley - The City in the Middle of the Night, írta Charlie Jane Anders - The Ten Thousand Doors of January (Tízezer ajtó), írta Alix E. Harrow             |
| 2019 | The Calculating Stars1, írta Mary Robinette Kowal                                                                                             | - Spinning Silver (Ezüstfonás), írta Naomi Novik - Record of a Spaceborn Few, írta Becky Chambers - Trail of Lightning, írta Rebecca Roanhorse - Revenant Gun, írta Yoon Ha Lee - Space Opera (Űropera), írta Catherynne M. Valente                                                        |
| 2018 | The Stone Sky1 (A megkövült égbolt), írta N.K. Jemisin                                                                                        | - The Collapsing Empire (Az összeomló birodalom), írta John Scalzi - Provenance, írta Ann Leckie - Six Wakes (Hat ébredés), írta Mur Lafferty - Raven Stratagem, írta Yoon Ha Lee - New York 2140, írta Kim Stanley Robinson                                                               |
| 2017 | The Obelisk Gate (Az obeliszkkapu), írta N. K. Jemisin                                                                                        | - All the Birds in the Sky1 (Minden madár az égen), írta Charlie Jane Anders - Ninefox Gambit (Vezércsel), írta Yoon Ha Lee - A Closed and Common Orbit, írta Becky Chambers - Too Like the Lightning, írta Ada Palmer - Death’s End (A halál vége), írta Liu Ce-hszin, fordította Ken Liu |
| 2016 | The Fifth Season (Az ötödik évszak), írta N.K. Jemisin                                                                                        | - Uprooted1 (Rengeteg), írta Naomi Novik - Ancillary Mercy (Mellékes kegyelem), írta Ann Leckie - Seveneves: A Novel (Seveneves – A hét Éva), írta Neal Stephenson - The Cinder Spires: The Aeronaut’s Windlass, írta Jim Butcher                                                          |
| 2015 | The Three Body Problem (A háromtest-probléma), írta Liu Ce-hszin, fordította Ken Liu                                                          | - The Goblin Emperor (A koboldcsászár), írta Katherine Addison (Sarah Monette) - Ancillary Sword (Mellékes háború), írta Ann Leckie - Skin Game, írta Jim Butcher - The Dark Between the Stars, írta Kevin J. Anderson                                                                     |
| 2014 | Ancillary Justice1 (Mellékes igazság), írta Ann Leckie                                                                                        | - Neptune’s Brood, írta Charles Stross - Parasite, írta Mira Grant - The Wheel of Time (Az Idő Kereke), írta Robert Jordan és Brandon Sanderson - Warbound, Book III of the Grimnoir Chronicles, írta Larry Correia                                                                        |
| 2013 | Vörösingesek Redshirts, írta John Scalzi | - Throne of the Crescent Moonpar, írta Saladin Ahmed - Captain Vorpatril’s Alliance, írta Lois McMaster Bujold - Blackout, írta Mira Grant - 23121, írta Kim Stanley Robinson |
| 2012 | Mások között Among Others1, írta Jo Walton | - A Dance with Dragons (Sárkányok tánca), írta George R. R. Martin - Deadline, Mira Grant - Embassytown (Konzulváros), írta China Miéville - Leviathan Wakes (Leviatán ébredése), írta James S. A. Corey                                                                                   |
| 2011 | Blackout/All Clear1, írta Connie Willis | - Cryoburn, írta Lois McMaster Bujold - The Dervish House, (A dervisház) írta Ian McDonald - Feed, (Feed ‑- Etetés) írta Mira Grant - The Hundred Thousand Kingdoms, írta N. K. Jemisin |
| 2010 | (megosztva) The City & the City (A város és a város között) írta: China Miéville The Windup Girl1 (A felhúzhatós lány) írta: Paolo Bacigalupi | - Boneshaker írta: Cherie Priest - Wake (WWW 1 - Világtalan) írta: Robert J. Sawyer - Julian Comstock: A Story of 22nd-Century America írta: Robert Charles Wilson - Palimpsest írta: Catherynne M. Valente                                                                                |
| 2009 | The Graveyard Book (A temető könyve) írta: Neil Gaiman                                                                                        | - Anathem írta: Neal Stephenson - Little Brother (Kis testvér) írta: Cory Doctorow - Saturn's Children írta: Charles Stross - Zoe's Tale (Zoe története) írta: John Scalzi |
| 2008 | The Yiddish Policemen's Union1 (Jiddis rendőrök szövetsége) írta: Michael Chabon                                                              | - The Last Colony írta: John Scalzi - Halting State írta: Charles Stross - Rollback írta: Robert J. Sawyer - Brasyl írta: Ian McDonald |
| 2007 | Rainbows End (A szivárvány tövében) írta: Vernor Vinge                                                                                        | - Glasshouse írta: Charles Stross - His Majesty's Dragon (Őfelsége sárkánya) írta: Naomi Novik - Eifelheim írta: Michael Flynn - Blindsight írta: Peter Watts |
| 2006 | Spin (Pörgés) írta: Robert Charles Wilson | - Accelerando írta: Charles Stross - Old Man's War (Vének háborúja) írta: John Scalzi - Learning the World írta: Ken MacLeod - A Feast for Crows (Varjak lakomája) írta: George R. R. Martin                                                                                               |
| 2005 | Jonathan Strange & Mr Norrell (A Hollókirály) írta: Susanna Clarke                                                                            | - River of Gods írta: Ian McDonald - The Algebraist (A száműző) írta: Iain M. Banks - Iron Sunrise írta: Charles Stross - Iron Council írta: China Miéville |
| 2004 | Paladin of Souls1 írta: Lois McMaster Bujold                                                                                                  | - Ilium írta: Dan Simmons - Singularity Sky írta: Charles Stross - Blind Lake írta: Robert Charles Wilson - Humans írta: Robert J. Sawyer |
| 2003 | Hominids írta: Robert J. Sawyer | - Kiln People (Dettó) írta: David Brin - Bones of the Earth írta: Michael Swanwick - The Scar (Armada) írta: China Miéville - The Years of Rice and Salt (A rizs és a só évei) írta: Kim Stanley Robinson                                                                                  |
| 2002 | American Gods1 (Amerikai istenek) írta: Neil Gaiman                                                                                           | - The Curse of Chalion írta: Lois McMaster Bujold - Passage írta: Connie Willis - Perdido Street Station (Perdido Pályaudvar, végállomás) írta: China Miéville - The Chronoliths (Kronolitok) írta: Robert Charles Wilson - Cosmonaut Keep (Kozmonauták vára) írta: Ken MacLeod            |
| 2001 | Harry Potter and the Goblet of Fire (Harry Potter és a Tűz Serlege) írta: J. K. Rowling                                                       | - A Storm of Swords (Kardok vihara) írta: George R. R. Martin - Calculating God írta: Robert J. Sawyer - The Sky Road írta: Ken MacLeod - Midnight Robber írta: Nalo Hopkinson |
| 2000 | A Deepness in the Sky írta: Vernor Vinge | - A Civil Campaign írta: Lois McMaster Bujold - Cryptonomicon írta: Neal Stephenson - Darwin's Radio1 írta: Greg Bear - Harry Potter and the Prisoner of Azkaban (Harry Potter és az azkabani fogoly) írta: J.K. Rowling                                                                   |
| 1999 | To Say Nothing of the Dog írta: Connie Willis                                                                                                 | - Children of God írta: Mary Doria Russell - Darwinia írta: Robert Charles Wilson - Distraction írta: Bruce Sterling - Factoring Humanity írta: Robert J. Sawyer |
| 1998 | Forever Peace1 írta: Joe Haldeman | - City on Fire írta: Walter Jon Williams - The Rise of Endymion írta: Dan Simmons - Frameshift írta: Robert J. Sawyer - Jack Faust írta: Michael Swanwick |
| 1997 | Blue Mars írta: Kim Stanley Robinson | - Memory írta: Lois McMaster Bujold - Remnant Population írta: Elizabeth Moon - Starplex írta: Robert J. Sawyer - Holy Fire írta: Bruce Sterling |
| 1996 | The Diamond Age (Gyémántkor) írta: Neal Stephenson                                                                                            | - The Time Ships (Időhajók) írta: Stephen Baxter - Brightness Reef írta: David Brin - The Terminal Experiment1 (Lélekhullám) írta: Robert J. Sawyer - Remake írta: Connie Willis |
| 1995 | Mirror Dance írta: Lois McMaster Bujold | - Mother of Storms írta: John Barnes - Beggars and Choosers írta: Nancy Kress - Brittle Innings írta: Michael Bishop - Towing Jehovah írta: James Morrow |
| 1994 | Green Mars írta: Kim Stanley Robinson | - Moving Mars1 írta: Greg Bear - Beggars in Spain írta: Nancy Kress - Glory Season írta: David Brin - Virtual Light (Virtuálfény) írta: William Gibson |
| 1993 | (megosztva) A Fire Upon the Deep (Tűz lobban a mélyben) írta: Vernor Vinge Doomsday Book (Ítélet könyve) 1 írta: Connie Willis                | - Red Mars1 (Vörös Mars) írta: Kim Stanley Robinson - China Mountain Zhang írta: Maureen McHugh - Steel Beach írta: John Varley |
| 1992 | Barrayar (Barrayar) írta: Lois McMaster Bujold                                                                                                | - Bone Dance írta: Emma Bull - All the Weyrs of Pern írta: Anne McCaffrey - The Summer Queen írta: Joan D. Vinge - Xenocide (Fajirtás) írta: Orson Scott Card - Stations of the Tide1 írta: Michael Swanwick                                                                               |
| 1991 | The Vor Game írta: Lois McMaster Bujold | - Earth írta: David Brin - The Fall of Hyperion (Hyperion bukása) írta: Dan Simmons - The Quiet Pools írta: Michael P. Kube-McDowell - Queen of Angels írta: Greg Bear |
| 1990 | Hyperion1 (Hyperion) írta: Dan Simmons | - A Fire in the Sun írta: George Alec Effinger - Prentice Alvin (Kovácsinas) írta: Orson Scott Card - The Boat of a Million Years írta: Poul Anderson - Grass írta: Sheri S. Tepper |
| 1989 | Cyteen írta: C. J. Cherryh | - Red Prophet (A rézbőrű próféta) írta: Orson Scott Card - Falling Free1 írta: Lois McMaster Bujold - Islands in the Net írta: Bruce Sterling - Mona Lisa Overdrive (Mona Lisa Overdrive) írta: William Gibson                                                                             |
| 1988 | The Uplift War írta: David Brin | - When Gravity Fails írta: George Alec Effinger - Seventh Son (A hetedik fiú) írta: Orson Scott Card - The Forge of God írta: Greg Bear - The Urth of the New Sun írta: Gene Wolfe |
| 1987 | Speaker for the Dead1 (A Holtak Szószólója) írta: Orson Scott Card                                                                            | - The Ragged Astronauts írta: Bob Shaw - Count Zero (Neurománc 2 – Számláló nullára) írta: William Gibson - Marooned in Realtime írta: Vernor Vinge - Black Genesis írta: L. Ron Hubbard                                                                                                   |
| 1986 | Ender's Game1 (Végjáték) írta: Orson Scott Card                                                                                               | - Cuckoo's Egg írta: C. J. Cherryh - The Postman (A jövő hírnöke) írta: David Brin - Footfall írta: Larry Niven és Jerry Pournelle - Blood Music (A vér zenéje) írta: Greg Bear |
| 1985 | Neuromancer1 (Neurománc) írta: William Gibson                                                                                                 | - Emergence írta: David R. Palmer - The Peace War írta: Vernor Vinge - Job: A Comedy of Justice írta: Robert A. Heinlein - The Integral Trees írta: Larry Niven |
| 1984 | Startide Rising1 (Csillagdagály) írta: David Brin                                                                                             | - Tea with the Black Dragon írta: R. A. MacAvoy - Millennium írta: John Varley - Moreta: Dragonlady of Pern írta: Anne McCaffrey - The Robots of Dawn (A Hajnal bolygó robotjai) írta: Isaac Asimov                                                                                        |
| 1983 | Foundation's Edge (Az Alapítvány pereme) írta: Isaac Asimov                                                                                   | - The Pride of Chanur1 írta: C.J. Cherryh - 2010: Odyssey Two (2010. Második űrodisszea) írta: Arthur C. Clarke - Friday írta: Robert A. Heinlein - Courtship Rite írta: Donald Kingsbury - The Sword of the Lictor (A lictor kardja) írta: Gene Wolfe                                     |
| 1982 | Downbelow Station (Mélyállomás) írta: C. J. Cherryh                                                                                           | - The Claw of the Conciliator (A Békéltető ereklyéje) írta: Gene Wolfe - The Many-Colored Land írta: Julian May - Project Pope írta: Clifford Simak - Little, Big írta: John Crowley |
| 1981 | The Snow Queen írta: Joan D. Vinge | - Lord Valentine's Castle (Lord Valentine kastélya) írta: Robert Silverberg - Ringworld Engineers írta: Larry Niven - Beyond the Blue Event Horizon (Túl a kék eseményhorizonton) írta: Frederik Pohl - Wizard írta: John Varley                                                           |
| 1980 | The Fountains of Paradise1 (Az éden szökőkútjai) írta: Arthur C. Clarke                                                                       | - Titan (Titán) írta: John Varley - Jem írta: Frederik Pohl - Harpist in the Wind írta: Patricia A. McKillip - On Wings of Song írta: Thomas M. Disch |
| 1979 | Dreamsnake1 írta: Vonda McIntyre | - The White Dragon (Fehér sárkány) írta: Anne McCaffrey - The Faded Sun: Kesrith írta: C. J. Cherryh - Blind Voices írta: Tom Reamy |
| 1978 | Gateway1 (Átjáró) írta: Frederik Pohl | - The Forbidden Tower írta: Marion Zimmer Bradley - Lucifer's Hammer írta: Larry Niven és Jerry Pournelle - Time Storm írta: Gordon R. Dickson - Dying of the Light írta: George R. R. Martin                                                                                              |
| 1977 | Where Late the Sweet Birds Sang írta: Kate Wilhelm                                                                                            | - Mindbridge írta: Joe Haldeman - Children of Dune (A Dűne gyermekei) írta: Frank Herbert - Man Plus1 írta: Frederik Pohl - Shadrach in the Furnace írta: Robert Silverberg |
| 1976 | The Forever War1 (Örök háború) írta: Joe Haldeman                                                                                             | - Doorways in the Sand írta: Roger Zelazny - Inferno írta: Larry Niven és Jerry Pournelle - The Computer Connection írta: Alfred Bester - The Stochastic Man (Jövőlátó ember) írta: Robert Silverberg                                                                                      |
| 1975 | The Dispossessed1 (A kisemmizettek) írta: Ursula K. Le Guin                                                                                   | - Fire Time (Tűzkorszak) írta: Poul Anderson - Flow My Tears, The Policeman Said (Csordulj könnyem, mondta a rendőr) írta: Philip K. Dick - The Mote In God's Eye (Szálka Isten szemében; A szálkák) írta: Larry Niven és Jerry Pournelle - Inverted World írta: Christopher Priest        |
| 1974 | Rendezvous with Rama1 (Randevú a Rámával) írta: Arthur C. Clarke                                                                              | - Time Enough for Love írta: Robert A. Heinlein - Protector írta: Larry Niven - The People of the Wind írta: Poul Anderson - The Man Who Folded Himself írta: David Gerrold |
| 1973 | The Gods Themselves1 (Az istenek is…) írta: Isaac Asimov                                                                                      | - When Harlie Was One írta: David Gerrold - There Will Be Time írta: Poul Anderson - The Book of Skulls írta: Robert Silverberg - Dying Inside írta: Robert Silverberg - A Choice of Gods írta: Clifford D. Simak                                                                          |
| 1972 | To Your Scattered Bodies Go írta: Philip José Farmer                                                                                          | - The Lathe of Heaven (Égi eszterga) írta: Ursula K. Le Guin - Dragonquest (Sárkányhajsza) írta: Anne McCaffrey - Jack of Shadows írta: Roger Zelazny - A Time of Changes1 írta: Robert Silverberg                                                                                         |
| 1971 | Ringworld1 (Gyűrűvilág) írta: Larry Niven | - Tau Zero írta: Poul Anderson - Tower of Glass (Üvegtorony) írta: Robert Silverberg - The Year of the Quiet Sun írta: Wilson Tucker - Star Light (Csillagfény) írta: Hal Clement |
| 1970 | The Left Hand of Darkness1 (A sötétség balkeze) írta: Ursula K. Le Guin                                                                       | - Up the Line írta: Robert Silverberg - Macroscope írta: Piers Anthony - Slaughterhouse-Five (Az ötös számú vágóhíd) írta: Kurt Vonnegut, Jr. - Bug Jack Barron írta: Norman Spinrad |
| 1969 | Stand on Zanzibar írta: John Brunner | - Rite of Passage1 írta: Alexei Panshin - Nova írta: Samuel R. Delany - Past Master írta: R. A. Lafferty - The Goblin Reservation írta: Clifford D. Simak |
| 1968 | Lord of Light (A fény ura) írta: Roger Zelazny                                                                                                | - The Einstein Intersection1 írta: Samuel R. Delany - Chthon írta: Piers Anthony - The Butterfly Kid írta: Chester Anderson - Thorns írta: Robert Silverberg |
| 1967 | The Moon Is a Harsh Mistress (A Hold börtönében) írta: Robert A. Heinlein                                                                     | - Babel-171 írta: Samuel R. Delany - Too Many Magicians írta: Randall Garrett - Flowers for Algernon1 (Virágot Algernonnak) írta: Daniel Keyes - The Witches of Karres írta: James H. Schmitz - Day of the Minotaur írta: Thomas Burnett Swann                                             |
| 1966 | (megosztva) Dune1 (A Dűne) írta: Frank Herbert …And Call Me Conrad (aka: This Immortal) írta: Roger Zelazny                                   | - The Squares of the City írta: John Brunner - The Moon Is a Harsh Mistress (A Hold börtönében) írta: Robert A. Heinlein - Skylark DuQuesne írta: Edward E. Smith |
| 1965 | The Wanderer (A vándor) írta: Fritz Leiber | - The Whole Man írta: John Brunner - Davy írta: Edgar Pangborn - The Planet Buyer írta: Cordwainer Smith |
| 1964 | Here Gather the Stars (aka: Way Station) írta: Clifford D. Simak                                                                              | - Glory Road írta: Robert A. Heinlein - Witch World (Boszorkányvilág) írta: Andre Norton - Dune World írta: Frank Herbert - Cat's Cradle (Macskabölcső) írta: Kurt Vonnegut, Jr. |
| 1963 | The Man in the High Castle (Az ember a Fellegvárban) írta: Philip K. Dick                                                                     | - The Sword of Aldones írta: Marion Zimmer Bradley - A Fall of Moondust (Holdrengés) írta: Arthur C. Clarke - Little Fuzzy írta: H. Beam Piper - Sylva (Sylva) írta: Vercors |
| 1962 | Stranger in a Strange Land (Angyali üdvözlet) írta: Robert A. Heinlein                                                                        | - Dark Universe írta: Daniel F. Galouye - Planet of the Damned írta: Harry Harrison - Time Is the Simplest Thing (Ha megáll az idő) írta: Clifford D. Simak - Second Ending írta: James White                                                                                              |
| 1961 | A Canticle for Leibowitz (Hozsánna néked, Leibowitz!) írta: Walter M. Miller, Jr.                                                             | - The High Crusade (A nagy keresztes hadjárat) írta: Poul Anderson - Rogue Moon írta: Algis Budrys - Deathworld (Halálvilág) írta: Harry Harrison - Venus Plus X írta: Theodore Sturgeon                                                                                                   |
| 1960 | Starship Troopers (Csillagközi invázió) írta: Robert A. Heinlein                                                                              | - Dorsai! (alternatív cím: The Genetic General) írta: Gordon R. Dickson - The Pirates of Zan írta: Murray Leinster - Brain Twister írta: Mark Phillips - The Sirens of Titan (A Titán szirénjei) írta: Kurt Vonnegut, Jr.                                                                  |
| 1959 | A Case of Conscience írta: James Blish | - The Enemy Stars írta: Poul Anderson - Who? (Ki vagy?) írta: Algis Budrys - Have Spacesuit, Will Travel írta: Robert A. Heinlein - Immortality, Inc. írta: Robert Sheckley |
| 1958 | The Big Time írta: Fritz Leiber | The Big Time írta: Fritz Leiber |
| 1956 | Double Star írta: Robert A. Heinlein | Double Star írta: Robert A. Heinlein |
| 1955 | They'd Rather Be Right (aka: The Forever Machine) írta: Mark Clifton és Frank Riley                                                           | They'd Rather Be Right (aka: The Forever Machine) írta: Mark Clifton és Frank Riley |
| 1953 | The Demolished Man (Az arcnélküli ember) írta: Alfred Bester                                                                                  | The Demolished Man (Az arcnélküli ember) írta: Alfred Bester |

1 Nebula-díjas is

### Retro Hugo-díjak
| Év (díjazás) | Győztes                                                                            | Jelölt |
| ------------ | ---------------------------------------------------------------------------------- | --- |
| 1954 (2004)  | Fahrenheit 451 (Fahrenheit 451) írta: Ray Bradbury                                 | - Childhood's End (A gyermekkor vége) írta: Arthur C. Clarke - Mission of Gravity (Az elveszett rakéta) írta: Hal Clement - The Caves of Steel (Acélbarlangok) írta: Isaac Asimov - More Than Human (Több mint emberi) írta: Theodore Sturgeon                   |
| 1951 (2001)  | Farmer in the Sky írta: Robert A. Heinlein                                         | - Pebble in the Sky (Kavics az égben) írta: Isaac Asimov - The Lion, the Witch and the Wardrobe (Az oroszlán, a boszorkány és a ruhásszekrény) írta: C. S. Lewis - First Lensman írta: Edward E. Smith, Ph.D. - The Dying Earth (Haldokló Föld) írta: Jack Vance |
| 1946 (1996)  | The Mule (Az Öszvér) írta: Isaac Asimov (Az Alapítvány és Birodalom második része) | - The World of Null-A (A nulla-a világa) írta: A. E. van Vogt - That Hideous Strength (A rettentő erő) írta: C. S. Lewis - Destiny Times Three írta: Fritz Leiber - Red Sun of Danger írta: Edmond Hamilton                                                      |

## Lásd még
- Nebula-díjas regények